# HMS Rodney (29)
Pour les autres navires du même nom, voir HMS Rodney.
Le HMS Rodney (numéro de coque 29) était un cuirassé de la Royal Navy ayant servi pendant la Seconde Guerre mondiale. Il a été baptisé en l'honneur de l'amiral George Brydges Rodney. C'est le second et dernier navire de la classe Nelson.
Il a participé notamment à la destruction du cuirassé allemand Bismarck.

## Conception
À la fin de la Première Guerre mondiale, la Royal Navy envisage de construire quatre croiseurs de bataille afin de contrer le lancement des navires japonais Nagato et Mutsu. Le cuirassé de classe « Nelson » était essentiellement une version plus petite, avec une vitesse limitée à 23 nœuds, des croiseurs de la Classe G3 qui avait été annulés pour avoir dépassé les contraintes du Traité naval de Washington de 1922. La conception, qui avait été approuvée six mois après la signature du traité, disposait d'un armement principal de canons de 16 pouces pour correspondre à la puissance de feu de la Classe Colorado américaine et de la classe Nagato japonaise dans un navire ne déplaçant pas plus de 35000 tonnes. Avec l'entrée en vigueur du traité de Washington de 1922, l'amirauté décide de construire seulement deux cuirassés de la classe Nelson. Le calibre de l'artillerie principale est de 406 mm, équivalent à celui des navires japonais et américains. Le coût du HMS Rodney était de 7 617 799 £.

### Silhouette inhabituelle
En raison des limitations du traité de Washington l'artillerie principale est répartie en seulement trois tourelles, rassemblées sur l'avant et au centre du navire. Les superstructures (mâts, cheminées, bloc passerelle de commandement) sont rejetées sur l'arrière, donnant au HMS Rodney et à son navire-jumeau, le HMS Nelson, une silhouette pour le moins bizarre, ressemblant vaguement à celle d'un pétrolier ravitailleur d'escadre. Dans la Royal Navy, les pétroliers ravitailleurs ont traditionnellement des noms terminées par le suffixe ol. Il n'en faudra pas plus pour que les matelots anglais affublent plaisamment les deux cuirassés, considérés comme très disgracieux, des sobriquets HMS Rodnol et HMS Nelsol.

## L'armement

### L'artillerie principale

Les canons de 406 mm
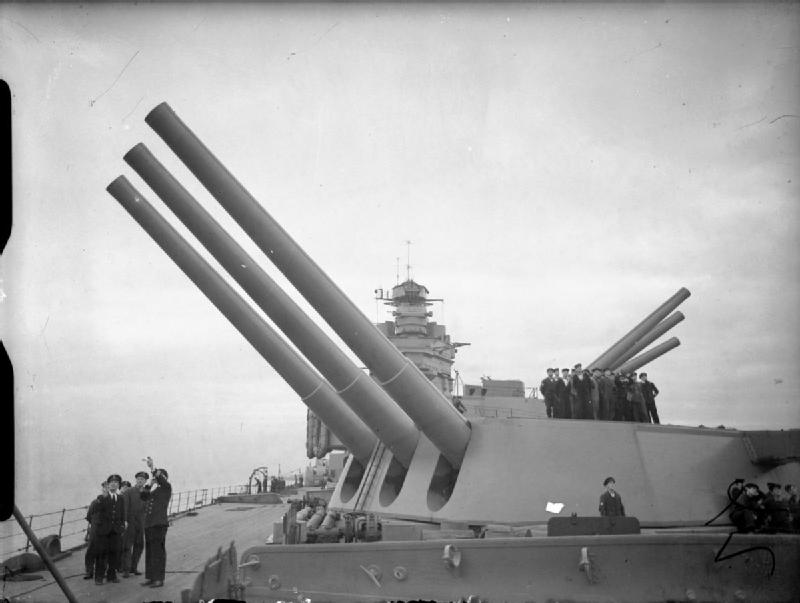
Les canons de 406 mm de la tourelle A du Rodney.
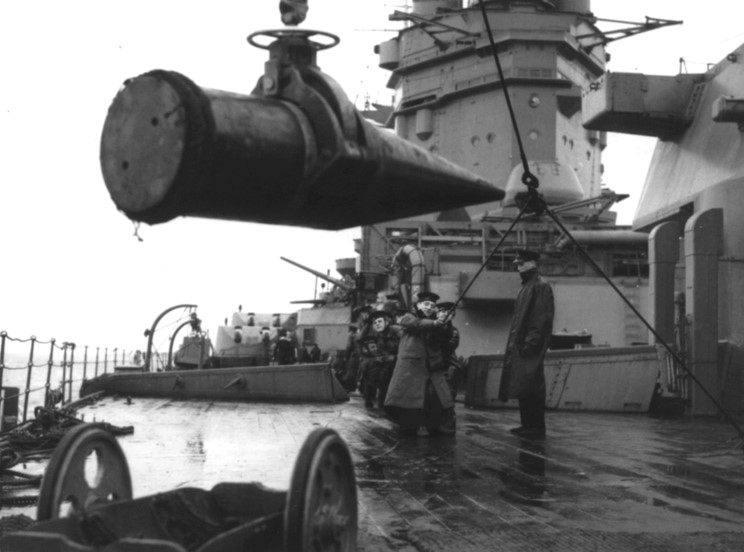
Un obus de 406 mm du Rodney.
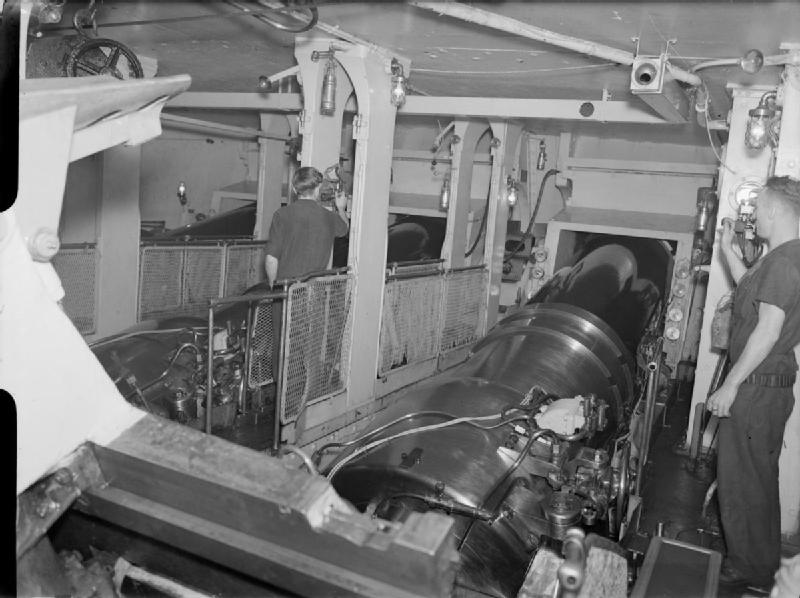
Compartiment de tir d'une tourelle du HMS Rodney, 1943.
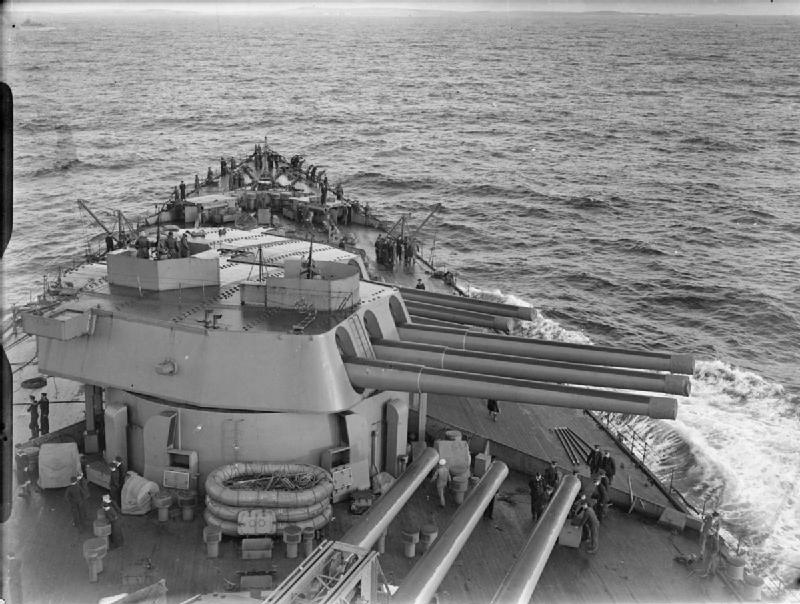
Tourelle B du HMS Rodney.

Les tourelles principales, d'un poids de 1503 tonnes, sont construites par la société Armstrong Whitworth. Les canons de 406 mm de 45 calibres (18,3 m), d'un poids de 109,7 tonnes chacun peuvent lancer un obus perforant de 929 kg toutes les 40 secondes à 36 km. Le HMS Rodney emporte 405 obus. Les tourelles sont nommées A, B et X. La tourelle X est placée exactement au centre du navire. La direction de tir est assurée par deux télémètres principaux plus un secondaire pour chaque tourelle.
| Tableau de tir et de pénétration du blindage pour un projectile perforant pesant 929 kg avec une vitesse initiale de 770 m/s. | Tableau de tir et de pénétration du blindage pour un projectile perforant pesant 929 kg avec une vitesse initiale de 770 m/s. | Tableau de tir et de pénétration du blindage pour un projectile perforant pesant 929 kg avec une vitesse initiale de 770 m/s. | Tableau de tir et de pénétration du blindage pour un projectile perforant pesant 929 kg avec une vitesse initiale de 770 m/s. | Tableau de tir et de pénétration du blindage pour un projectile perforant pesant 929 kg avec une vitesse initiale de 770 m/s. | Tableau de tir et de pénétration du blindage pour un projectile perforant pesant 929 kg avec une vitesse initiale de 770 m/s. | Tableau de tir et de pénétration du blindage pour un projectile perforant pesant 929 kg avec une vitesse initiale de 770 m/s. | Tableau de tir et de pénétration du blindage pour un projectile perforant pesant 929 kg avec une vitesse initiale de 770 m/s. | Tableau de tir et de pénétration du blindage pour un projectile perforant pesant 929 kg avec une vitesse initiale de 770 m/s. |
| Angle d'élévation du canon | Portée | Portée | Temps de vol (en s) | Vitesse de chute | Vitesse de chute | Angle d'incidence | pénétration d'armure, en mm                                                                                                   | pénétration d'armure, en mm                                                                                                   |
| Angle d'élévation du canon | mètres | yards | Temps de vol (en s) | m/s | pieds/s | Angle d'incidence | ceinture | pont |
| --- | --- | --- | --- | --- | --- | --- | --- | --- |
| 2,3° | 4570 | 5000 | 6,32 | 685 | 2248 | 2,5° | | |
| 5,1° | 9140 | 10 000 | 13,42 | 608 | 1996 | 5,9° | | |
| 8,5° | 13 720 | 15 000 | 21 | 542 | 1778 | 10,2° | 366 | 50 |
| 12,5° | 18 290 | 20 000 | 31,05 | 490 | 1606 | 16,5° | 310 | 72 |
| 17,5° | 22 860 | 25 000 | 41,87 | 453 | 1486 | 24,6° | 261 | 99 |
| 23,7° | 27 430 | 30 000 | 54,65 | 436 | 1431 | 33,5° | 224 | 130 |
| 32,4° | 32 000 | 35 000 | 70,95 | 443 | 1453 | 43,7° | 193 | 165 |
| 39,2° | 34 290 | 37 500 | 82,84 | 458 | 1503 | 50,5° | | |
| 40° | 34 750 | 38 000 | | — | — | — | — | — |

### L'artillerie secondaire: canon de152mm

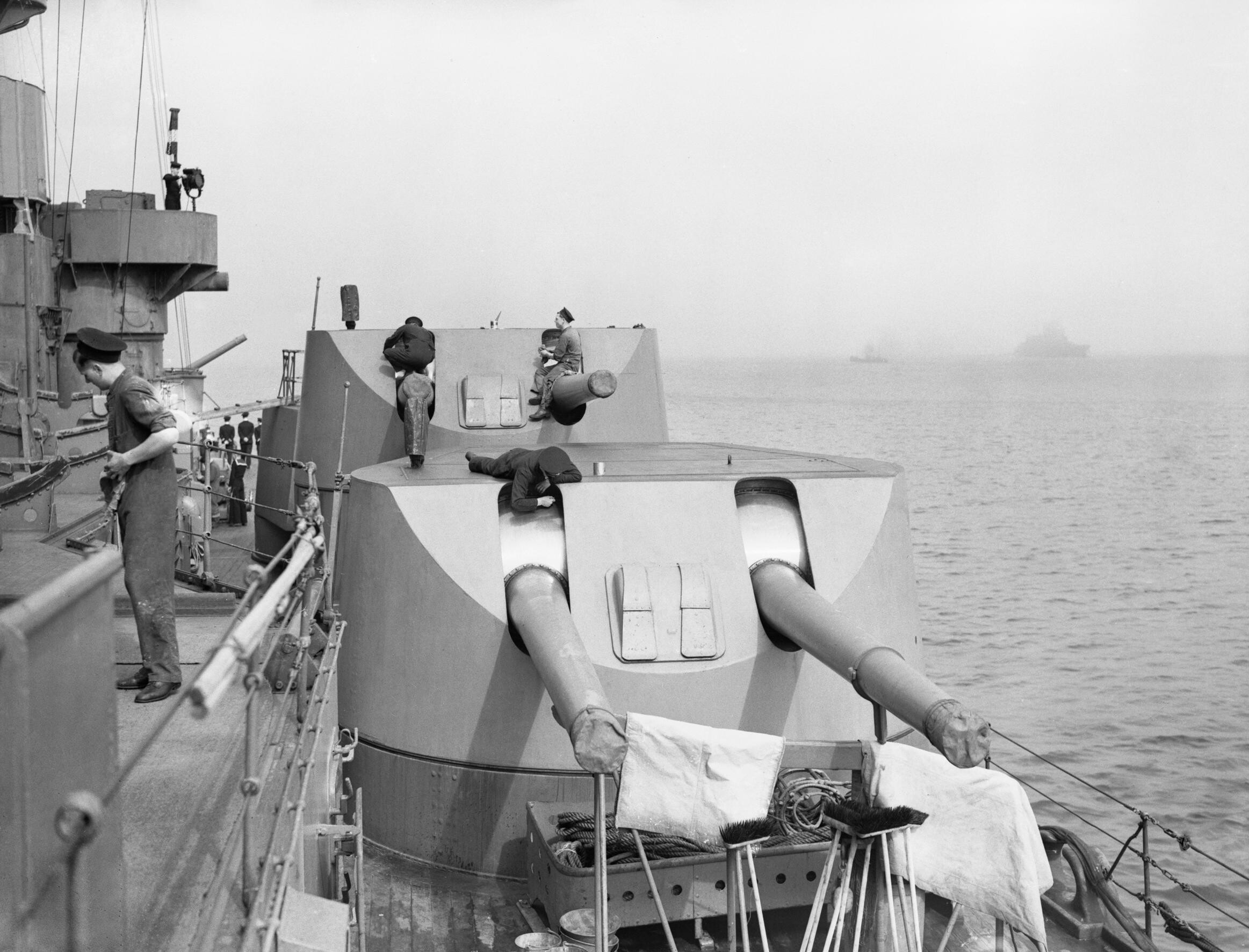
Tourelles de canons 6 pouces (152 mm).

Les canons navals BL 6 pouces Mk XXII sont construits par la société Vickers.
Ils ont une portée maximum de 23 km. La vitesse de l'obus à la sortie de canon est de 898 m/s. À l'origine, le canon tirait un obus de 45 kg, qui était le poids standard des obus pour les canons de six pouces depuis 1880. À partir de 1942, le canon tirait un obus de 51 kg introduit pour le dernier Canon Mk XXIII. Les chiffres dans le tableau ci-dessous concernent l'obus de 45 kg. La cadence de tir est de 5 tirs par minute. Il y a 1 800 obus dans les soutes.
La direction de tir nécessite quatre télémètres.
| Portée              | Elevation | Temps de vol | Descente | Vitesse à l'impact  |
| ------------------- | --------- | ------------ | -------- | ------------------- |
| 5000 yd (4.6 km)    | 2° 5.2′   | 6.20 sec     | 2° 48′   | 2029 ft/s (618 m/s) |
| 10000 yd (9.1 km)   | 5° 37.2′  | 15.22 sec    | 9° 13′   | 1390 ft/s (424 m/s) |
| 15000 yd (14 km)    | 12° 5.4′  | 28.55 sec    | 23° 2′   | 1094 ft/s (333 m/s) |
| 20000 yd (18 km)    | 22° 54′   | 46.14 sec    | 39° 46′  | 1056 ft/s (322 m/s) |
| 25000 yd (22.86 km) | 42° 37′   | 74.92 sec    | 59° 0′   | 1148 ft/s (350 m/s) |

### L'artillerie anti-aérien

#### Canon de 120 mm
Ce canon est destiné à la lutte anti-aérienne. La portée de ces canons est 14 km avec une vitesse de 8–12 tirs par minute. Le HMS Rodney emporte 1 200 obus HE (High-Explosive) de 23 kg. Le Mark VIII était constitué d'un tube intérieur conique de 40 calibres, d'une gaine et d'un anneau de culasse utilisant un mécanisme coulissant horizontal. Les canons pouvaient fonctionner en mode de tir rapide (QF) ou semi-automatique (SA). En mode QF, la culasse était ouverte manuellement après le tir en déplaçant un levier qui éjectait également la cartouche usé. En mode SA, la culasse s'ouvrait automatiquement après le tir et éjectait la cartouche usé. Pendant le chargement, le mécanisme de culasse se fermait partiellement lorsque le bord de la douille touchait les éjecteurs, puis se fermait complètement lorsque le plateau de chargement était relevé.

#### Canon de40mm«PomPom»

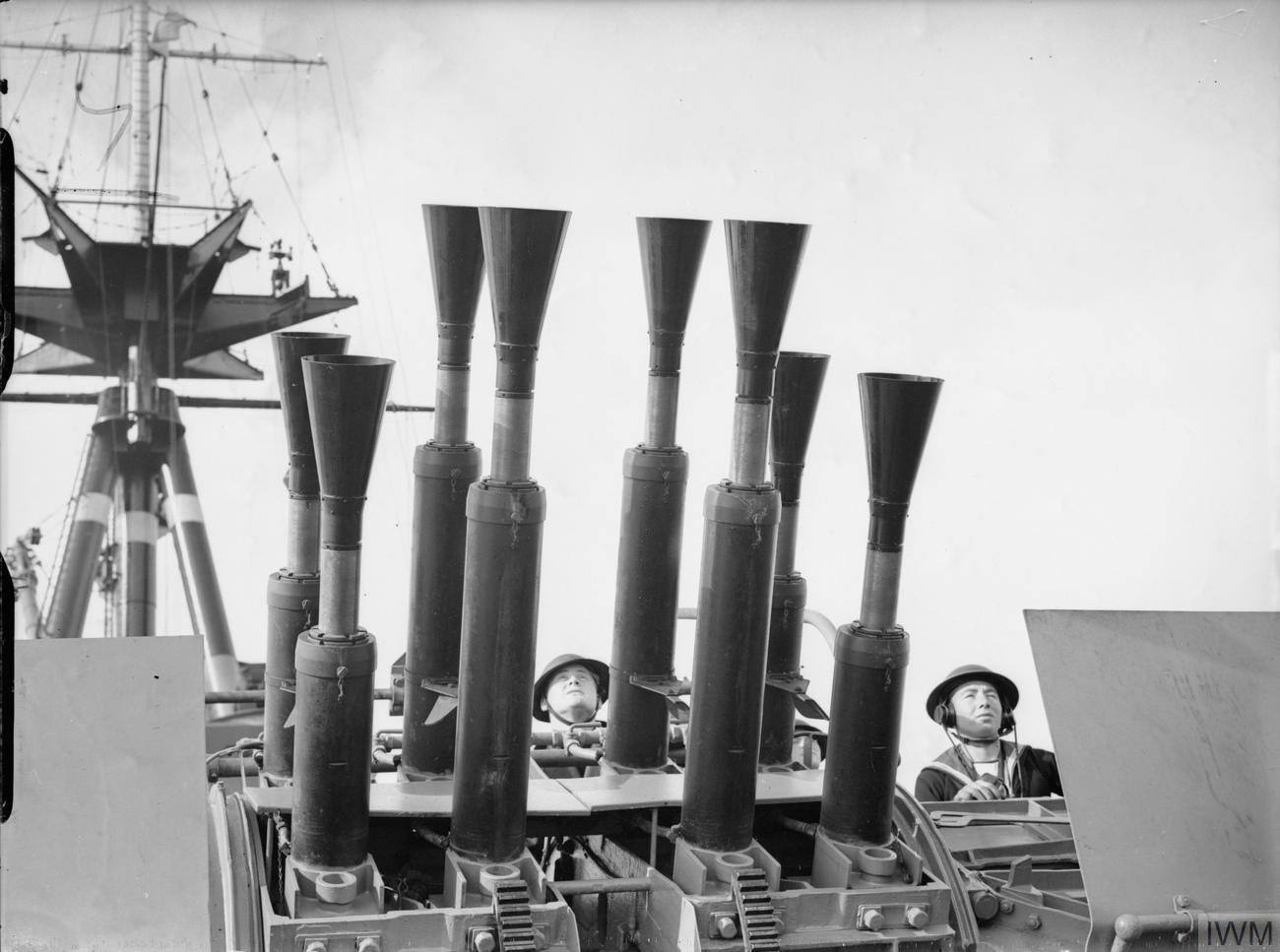
Affût octuple pom-pom sur le Rodney, vu de dessous.

La portée maximale est de 6 km. L'affut octuple peut tirer 115 coups par minute. Il y a 1 800 obus par tube dans les soutes.
- Calibre : 40 mm L/39.
- Poids des obus explosifs : 2 lb. (980 g) ou 1.8 lb. (820 g) pour les obus Haute-Vélocité (HV)
- Portée effective : 3,800 yards (3,475 m) ou 5,000 yards (4,572 m) HV.
- Plafond effectif (HV) : 13,300 feet (3,960 m).
- Vitesse à la bouche : 2,040 ft/s (622 m/s) ou 2400 ft/s (732 m/s) pour HV[7],[8].

#### Renforcement de la capacité anti-aérienne
À partir de 1932 et jusqu'en 1943, l'armement antiaérien augmente régulièrement. 11 affûts octuples de canon 40 mm « PomPom » sont rajoutés ainsi que 76 canons Oerlikon 20 mm en affût simple et 10 canons de 20 mm en affûts doubles.

### Tubes lance-torpilles
Les deux tubes lance-torpilles sont placés de part et d'autre de l'étrave. La torpille 24.5-inch Mk. I (en) de 622 mm a une longueur de 8,10 m et pèse 2,585 tonnes. Elle a une portée maximale de 18 300 m (20,000 yd) à 30 nœuds (56 km/h) et de 13 700 m (15,000 yd) à 35 nœuds (65 km/h). Elle délivre une charge de 337 kg (743 livres) de TNT. Elles sont propulsées par de l'air comprimé enrichi à l’oxygène.

## Histoire
Le Rodney, nommé d'après George Brydges Rodney, 1er baron Rodney, vainqueur de la bataille navale du cap Saint-Vincent, a été mis sur cale le 28 décembre 1922 chez Cammell Laird à Birkenhead. Le baptême et la mise à l'eau ont eu lieu le 17 décembre 1925. Le 7 décembre 1927, le navire fut mis en service pour la 2e escadre de combat de la flotte de l'Atlantique sous le commandement du capitaine Henry Kitson., les coûts de construction s'élevèrent à 7,617 millions de livres sterling.
Après de nouveaux essais en mer, il rejoignit la flotte de l'Atlantique le 28 mars 1928. Le 21 avril, Kitson fut remplacé par le capitaine Francis Tottenham. Jusqu'en mai 1930, il remplaça son navire jumeau, le Nelson, en tant que navire amiral. En 1929, le Rodney participa aux manœuvres annuelles combinées des flottes de l'Atlantique et de la Méditerranée en Méditerranée. Lors de sa visite à Torquay en juillet, le Rodney reçut l'ordre de venir en aide à H47, qui était entré en collision avec un autre sous-marin le 9 juillet au large de Milford Haven. Après l'arrivée du Rodney sur le site de l'accident le 11 juillet au soir, aucun survivant n'a pu être sauvé. 
Le navire se rendit ensuite à Portsmouth, où il fut soumis à une révision qui dura jusqu'à la fin de l'année. Après avoir été remplacé par le capitaine Andrew Cunningham le 15 décembre, Tottenham a transporté une délégation du Parlement britannique à Reykjavík en juin 1930, à l'occasion du millénaire du Parlement islandais. Le 16 décembre, Cunningham a été remplacé par Roger Bellairs, qui a été impliqué dans la mutinerie d'Invergordon à la mi-septembre 1931, au cours de laquelle l'équipage du Rodney a refusé de s'acquitter de ses obligations en raison de réductions de solde.
Mécontent de la manière dont Bellairs avait traité l'équipage pendant la mutinerie, l'amirauté ordonna qu'il soit remplacé par le capitaine John Tovey le 12 avril 1932. Dans le cadre de la restructuration de la flotte en mars 1932, l'Atlantic Fleet fut rebaptisée Home Fleet, ce qui permit au Rodney de faire partie de cette nouvelle flotte. Après l'échouage du Nelson à Portsmouth en janvier 1934, le Rodney reprit les fonctions de navire amiral de la flotte sous le commandement de l'amiral William Boyle. 
Avec le reste de la flotte, il a visité les Caraïbes et la Norvège. Le 31 août, le capitaine Tovey a été remplacé par Wilfred Custance. L'année suivante, elle visita à nouveau les Caraïbes, les Açores et Gibraltar entre le 15 janvier et le 17 mars. Le capitaine William Whitworth a remplacé Custance le 21 février 1936, qui a lui-même été remplacé par le capitaine Ronald Halifax le 25 juillet. Le 16 juillet 1935, le Rodney participa à la revue navale à l'occasion du 25e anniversaire du trône du roi George V à Spithead. Entre juin 1937 et février 1938, il remplaça à nouveau le Nelson comme navire amiral. En février également, il visita Lisbonne en compagnie du Nelson. En juillet 1937, il visita Oslo et le 16 août, le capitaine Witworth fut remplacé par Edward Syfret.

### Le début de la guerre
Lorsque la Grande-Bretagne déclara la guerre à l'Allemagne nazie le 3 septembre 1939, la mission du HMS Rodney est d'empêcher la flotte de raiders de l'Allemagne de sortir en Atlantique. Le 31 août 1939, il fait partie des navires de la Home Fleet qui a quitté Scapa Flow pour patrouiller entre l'Écosse, l'Islande et la Norvège.
Le 24 septembre 1939 le sous-marin Spearfish, en patrouille dans la Baie de Heligoland, fut gravement endommagé par des charges de profondeur allemandes. Incapable de se submerger, il a demandé de l'aide et la flotte a répondu avec deux destroyers HMS Somali et HMS Eskimo l'escortant et le reste de la flotte fournissant une couverture. Les Allemands repérèrent le gros de la Home Fleet et celle-ci fut attaquée par cinq bombardiers Junkers Ju 88 du Kampfgeschwader 30. Le radar du Rodney a fourni une alerte en temps opportun et les avions n'ont infligé aucun dommage aux navires britanniques. Le HMS Ark Royal est raté de peu et le HMS Hood a été touché par une bombe qui n'a pas explosé.
Le 30 octobre 1939, il fait partie de la couverture avec le HMS Nelson et le HMS Hood du Convoi Narvik 1 de 12 cargos de minerai de fer qui quitta Narvik, en Norvège, le 26 octobre 1939 et arriva à Methil le 31 octobre 1939.
Alors qu'elle est à la poursuite du Scharnhorst et du Gneisenau, le 30 octobre 1939 vers 10 heures, à l'ouest des Orcades et de retour vers la Clyde, la Home Fleet composée du HMS Nelson, du HMS Rodney, du HMS Hood et de 5 destroyers, s'est heurtée à une ligne de 4 sous-marins (U-56, U-57, U-58 et U-59) . L'U-56 a tiré trois torpilles sur HMS Nelson et toutes les trois ont touché la cible, deux se sont brisées en le touchant et la dernière n'a pas explosé. L'équipage du HMS Nelson et les autres navires de la Flotte n'étaient pas au courant de l'attaque,.
Le 31 octobre 1939, à 9 heures, la flotte est arrivée dans la Clyde au large de Greenock. La Home Fleet a alors reçu la visite du First Sea Lord, Winston Churchill, de l'amiral de la flotte, Sir Dudley Pound et du chef d'état-major adjoint de l'Air, le maréchal de l'Air Sir Richard Peirse. Le commandant Syfret a été relevé par le capitaine Frederick Dalrymple-Hamilton le 21 novembre 1939.
Le 21 novembre 1939, vers midi, les croiseurs de bataille allemands Scharnhorst et Gneisenau, escortés par les croiseurs légers Köln et Leipzig et de destroyers d'escorte, quittèrent Wilhelmshaven pour un raid dans le Atlantique Nord, il s'agissait de soulager la pression du cuirassé de poche Admiral Graf Spee opérant dans l'Atlantique Sud.
Peu après 15 heures, le 26 novembre 1939, le croiseur marchand armé britannique HMS Rawalpindi a aperçu le Scharnhorst au sud-est de l'Islande. Juste après 16 heures, le Rawalpindi arriva à portée du Scharnhorst et fut rapidement réduit à une épave en feu. Les Scharnhorst et Gneisenau ont récupéré ensemble 27 survivants du Rawalpindi qui a finalement coulé vers 20 heures. En réponse à l'observation et à la destruction du Rawalpindi, l'Amirauté a pris des mesures immédiates. Les cuirassés HMS Nelson, HMS Rodney et le croiseur lourd HMS Devonshire escortés par 7 destroyers ont quitté la Clyde pour patrouiller en Norvège afin de couper la route vers l'Allemagne. Malgré les efforts britanniques pour intercepter les navires allemands, les deux croiseurs de bataille allemands retournèrent à Wilhelmshaven le 27 novembre 1939.
Le 2 décembre 1939, le HMS Rodney est arrivé dans la Clyde pour réparer son gouvernail endommagé à cause duquel il avait été détaché de la flotte. Il part pour Liverpool le 7 décembre où il est mis en cale le 9. Il repart le 28 décembre 1939. Le 19 février 1940, un groupe de navires de guerre allemands a quitté Wilhelmshaven pour attaquer les navires alliés entre les îles Shetland et Bergen (opération « Nordmark »). Cette force était composée des cuirassés Gneisenau et Scharnhorst, du croiseur lourd Admiral Hipper et de 3 destroyers d'escorte. En réponse, l'Amirauté a fait naviguer le cuirassé HMS Rodney, le croiseur de bataille HMS Hood et 11 destroyers d'escorte. La mission allemande a été abandonnée car leurs hydravions n'étaient pas en mesure d'opérer dans le mauvais temps.

### Campagne de Norvège

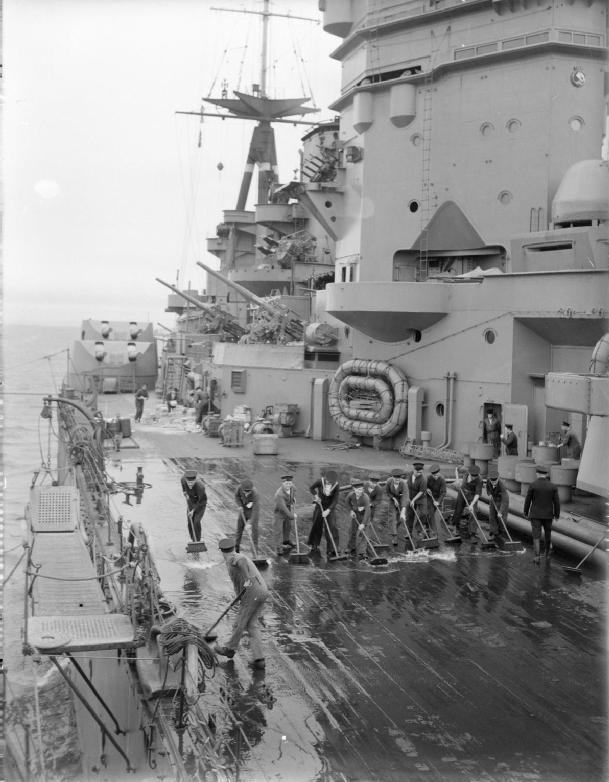
Equipage sur le pont du HMS Rodney en 1940.

Pour diverses raisons stratégiques, Hitler a décidé d'envahir la Norvège. L'Opération Weserübung était une opération combinée visant à débarquer des troupes allemandes en divers points de Norvège et devait commencer le 9 avril 1940. Le 7 avril 1940, à 24 milles à l'ouest de Horns Rev, un Hudson de la RAF a aperçu un croiseur et six destroyers se dirigeant vers le nord. A 20 h 15 la Home Fleet comprenant les cuirassés Rodney et Valiant, le croiseur de bataille Repulse, les croiseurs légers Sheffield, Penelope et le français Émile Bertin, escortés de 10 destroyers ont quitté Scapa Flow et se sont dirigés vers l'est.
Le 9 avril 1940, dès le petit matin, la Luftwaffe avait déployé une force d'hydravions He 115 pour couvrir l'écart entre Bergen et les Orcades à la recherche de navires britanniques. Ils ont réussi à localiser deux des forces britanniques : la première était la Home Fleet au nord-ouest de Bergen, et la seconde était constituée des croiseurs et des destroyers qui avaient été détachés pour attaquer Bergen. Également à 9 h 20, l'U-56 a aperçu les cuirassés Rodney et Valiant au sud-ouest de la Péninsule de Stad se dirigeant vers le sud. Grâce à ces renseignements, la Luftwaffe a pu lancer une attaque contre la Home Fleet.
Au même moment, le HMS Renown portant la marque du vice amiral Withworth, couvre une opération de mouillage de mines dans le Vestfjord, lorsqu'il rencontre fortuitement, au petit matin, au large des îles Lofoten, l'escadre constituée du Gneisenau et du Scharnhorst qui constitue le soutien éloigné des forces envoyées occuper Trondheim et Narvik. Un bref échange d'artillerie aboutit à trois impacts de 381 mm sur les tourelles Anton et Cæsar et le poste de direction de tir principal du Gneisenau et à deux impacts de 280 mm sans grandes conséquences sur le HMS Renown, avant que le vice amiral Lütjens réussisse à se dégager dans la tempête. Après que les destroyers d'escorte du HMS Renown ont affronté les forces allemandes, le destroyer HMS Glowworm attaqua le croiseur lourd Admiral Hipper.
Entre 14 h 30 et 17 h 40, la flotte composée des Rodney, Valiant, Devonshire, Berwick, York, Sheffield, Arethusa, Galatea, Émile Bertin, des destroyers Jupiter, Codrington D65, Griffin, Brazen H80, Escapade, Electra et des contre-torpilleurs français Maillé-Brézé et Tartu, est attaquée par 47 bombardiers Ju 88 du KG 30 et 41 bombardiers He 111 du KG 26.
Lors de l'attaque, le Rodney a été touché par une bombe de 500 kg larguée par un bombardier en piqué Ju 88 depuis 400 pieds. La bombe a frappé du côté bâbord, derrière la cheminée, un casier à munitions prêt à l'emploi qui a dévié la bombe et a fendu le fusible de l'explosif. Le corps a ensuite traversé le pont du bateau et heurté une table à laquelle étaient assis deux aspirants de marine, ils avaient été envoyés en dessous pour des raisons de sécurité. La bombe a ensuite continué jusqu'à un magasin d'ingénierie où elle s'est brisée sur le pont blindé de 4 pieds d'épaisseur, où sa charge explosive a provoqué un incendie. Outre les dommages structurels et un petit incendie, les seules blessures causées concernaient l'aspirant payeur W. R. H. Lapper, l'artilleur F. G. Roper, l'aspirant J. C. S. Wright et sept matelots. Les dommages au pont blindé et autres dommages structurels ont été réparés par le personnel du navire qui a soudé des plaques d'acier sur les trous et le Rodney est resté en action avec la flotte.
Lors de cette attaque, la flotte a tiré 40 % de ses munitions AA et n'a réussi à abattre que quatre des Ju 88 attaquants Le 10 avril 1940 à 07h30 en position 61-24N 2-00W, les Rodney, Valiant, Devonshire, Berwick, York, Faulknor, Foxhound et Forester furent rejoints par le cuirassé Warspite, le porte-avions Furious et leurs 11 destroyers d'escorte. À 8 heures du matin, la flotte a changé de cap vers le nord-est pour permettre aux Fairey Swordfish du Furious d'attaquer Trondheim. À 20 h 35, un message de l'Amirauté à 19 h 04 définit la politique future, à savoir : La prise de Narvik devait avoir la priorité sur les opérations contre Bergen et Trondheim.
Le 11 avril 1940 à 4h00 en position 64-24N, 7-55E, le Furious a lancé 18 Swordfish armés de torpilles contre les navires dans le port de Trondheim. Aucun coup sûr n'a été obtenu. Tous les avions sont revenus entre 6 h 30 et 7 heures. La flotte met ensuite le cap sur les îles Lofoten. À 20 heures, la flotte se trouvait à la position approximative 65-40N, 8-15E, se dirigeant vers le nord pour attaquer Narvik. Le 12 avril 1940 à 7 h 30, en position 66-27N, 6-00E, la Home Fleet comprend désormais les cuirassés Rodney, Valiantet Warspite, les croiseurs de bataille Renown, Repulse, le porte-avions Furious et 11 destroyers. La flotte s'est ensuite dirigée vers le nord-est.
À 11 h 22, une opération visant à nettoyer les forces navales ennemies et à détruire les batteries côtières à Narvik devait être menée en utilisant des bombardements en piqué synchronisés du Furious en combinaison avec des attaques des forces de surface. On considère que ce dernier devrait être constitué d'un cuirassé fortement escorté de destroyers. Une fois l'opération terminée, le Furious doit rester dans la région de Narvik pour assister l'opération terrestre à venir. Le risque d'attaque d'un sous-marin devrait être acceptable si un mouillage approprié est sélectionné avec une patrouille de destroyers à l'extérieur. Entre 16 h 15 et 16 h 55, le Furious a fait décoller 17 Swordfish, armés de bombes, pour attaquer les navires ennemis à Narvik.
Le 13 avril 1940 à 3h30 à la position approximative 68N, 11-30E le Warspite avec la 2e division de destroyers du Capitaine de Vaisseau (Captain) Walburton-Lee (en) sont détachés de la Home Fleet et dirigés dans le Vestfjord pour chasser les destroyers allemands arrivés à la Première bataille de Narvik. À 12 h 20, le Furious a lancé une force de frappe de dix Swordfish pour assister l'opération en bombardant les défenses côtières de l'île Barøya et de Ramnes Point. Lorsqu'aucune défense n'a été trouvée à ces endroits, des bombardements ont été menés sur des destroyers ennemis sans résultat. Deux avions ont été perdus. L'amiral Whitworth transfère sa marque sur le cuirassé HMS Warspite, pour la Seconde bataille de Narvik et écraser les destroyers allemands qui avaient survécu à l'attaque de Walburton-Lee. Pendant ce temps les Rodney, Renown, Furious, Devonshire et Berwick ainsi que les destroyers Havock et Esk patrouillaient au large des îles Lofoten.
Le 14 avril 1940, les avions du Furious ont effectué une reconnaissance de la zone allant de Narvik à Tromso. Le 15 avril 1940 à 4 heures du matin, le Furious s'est détaché et s'est dirigé vers le nord pour des opérations au large de Tromso. Les Rodney, Renown et leurs destroyers mettent le cap sur Scapa Flow. Le 17 avril 1940 à 12 heures, le Rodney et les destroyers Esk, Icarus, Ivanhoe et Greyhound, qui avaient été endommagés par le gros temps et subi des dommages structurels en route, arrivèrent à Scapa Flow. Le Rodney est resté à Scapa Flow pour le reste du mois d'avril.
le 9 juin 1940, à 12 h 45, le cuirassé HMS Rodney, le croiseur de bataille HMS Renown escorté par 6 destroyers ont quitté Scapa Flow pour assurer la couverture des convois venant de Norvège et chasser les navires capitaux allemands. Le 13 juin 1940 le HMS Ark Royal qui avait rejoint la flotte a fait décoller quinze Skuas pour attaquer des navires de guerre allemands à Trondheim. Seuls sept d'entre eux sont revenus. le 15 juin 1940, les HMS Rodney, HMS Renown sont retournés à Scapa Flow.

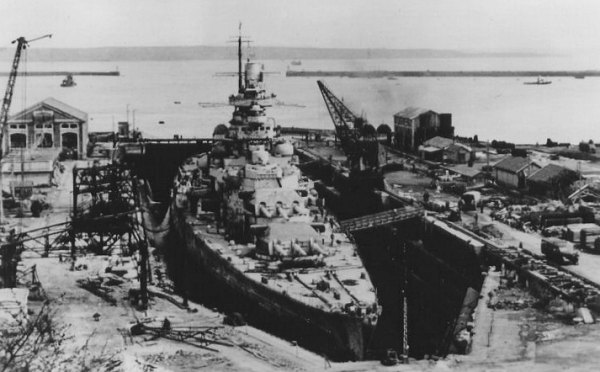
Le Gneisenau en cale à Brest le 6 avril 1941.

En 1941, le 16 mars, il escorte le convoi HX 114 quand celui-ci est attaqué par le Gneisenau. Ils sont séparés par une distance de 28 000 m mais le croiseur de bataille allemand est plus rapide et s'échappe tandis que le Rodney s'est retrouvé chargé de récupérer les survivants du cargo Chilean Reefer, coulé par l'ennemi.

### LeBismarck

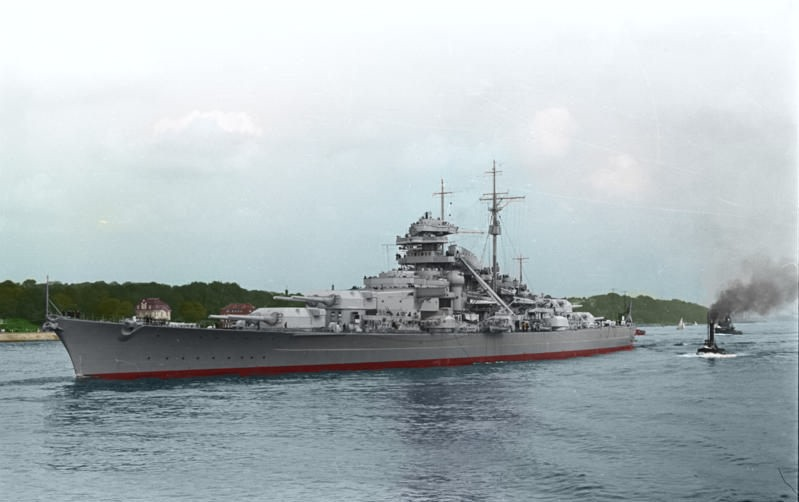
Le cuirassé Bismarck en 1940.

Le 17 mai 1941, le HMS Rodney est envoyé aux États-Unis pour effectuer un radoub. Il escortait le navire de troupes Brittanic qui devait se rendre à Halifax. Ils étaient escortés par les destroyers HMS Somali, HMS Eskimo, HMS Mashona et HMS Tartar. Le HMS Suffolk et le HMS Norfolk prirent contact avec le Bismarck et le Prinz Eugen le dans le détroit du Danemark le 23 mai 1941. Le 24 mai à 5H52, à leur poursuite, le Hood et le Prince of Wales attaquent les navires allemand Bismarck et Prinz Eugen. A 6H05 Le Hood est coulé. Le Prince of Wales est touché par quatre obus de 380 mm (dont 2 sur son pont) et quatre de 203 mm (du Prinz Eugen). Le Bismarck est touché par trois obus de 356 mm dont un qui cause une fuite de mazout. Le Prince of Wales en difficulté rompt le combat. Le HMS Rodney en route vers l'ouest, reçut l'ordre le 24 à 10 h de se diriger vers le Bismarck. Le Rodney se trouvait alors à environ 550 milles marins au sud-est du Bismarck. À 12 h 24, il a quitté le Britannic en position 55°15'N, 22°25'W et a laissé le HMS Eskimo avec lui. Le HMS Rodney a ensuite procédé avec le HMS Somali, le HMS Tartar et le HMS Mashona vers l'ouest. À 18 h 14, le Bismarck fit demi-tour pour faire face à ses poursuivants. Le HMS Suffolk s'éloigna rapidement et le Prince of Wales tira douze salves sur le cuirassé allemand qui répondit avec neuf ; aucun obus ne toucha sa cible. L'affrontement détourna l'attention des navires britanniques et permit au Prinz Eugen de s'éloigner.
Même si ses avaries l'avaient obligé à réduire sa vitesse, le Bismarck continuait à naviguer à 27 ou 28 nœuds (52 km/h), soit autant que le King George V de la Home Fleet. À moins de pouvoir ralentir le cuirassé, les Britanniques seraient incapables de l'intercepter avant son arrivée en France. Peu avant 16 heures le 25 mai, le porte-avions Victorious lance ses bombardier-torpilleurs. À 22 heures, six chasseurs Fairey Fulmar et neuf torpilleurs Fairey Swordfish décollèrent du pont d'envol. Les pilotes inexpérimentés faillirent attaquer le Norfolk et la confusion permit aux défenses anti-aériennes du Bismarck de se préparer. Aucun des appareils ne fut abattu et le cuirassé fut touché par l'une des neuf torpilles qui le visaient. L'impact au milieu du navire au niveau de la ceinture blindée ne perça pas la coque mais l'onde de choc tua un marin et en blessa cinq autres.
L'explosion endommagea légèrement les équipements électriques, mais des dégâts bien plus importants furent causés par la grande vitesse et les manœuvres violentes destinées à échapper aux torpilles. Les réparations de la voie d'eau à la proue furent affaiblies et l'inondation obligea à l'abandon de la salle des machines no 2 sur bâbord. La perte de deux chaudières, la baisse de la réserve de combustible et l'accroissement de la gîte vers l'avant obligèrent le navire à réduire sa vitesse à 16 nœuds (30 km/h). Après des travaux de colmatage de la brèche avant réalisés par des plongeurs, la vitesse passa à 20 nœuds (37 km/h). Peu après le départ des bombardiers, le Bismarck et le Prince of Wales s'engagèrent dans un bref duel d'artillerie mais aucun des deux ne parvint à mettre au but.
À 3 heures le 25 mai, Lütjens profita du changement de cap du HMS Suffolk pour pousser son navire à sa vitesse maximale, soit à ce moment 28 nœuds (52 km/h), et à virer à l'est puis au nord pour semer ses poursuivants. La manœuvre fonctionna parfaitement et le Bismarck se retrouva à l'arrière de la flottille britannique qui continuait de naviguer vers le sud tandis que le cuirassé allemand se dirigeait vers la France à l'est.
Le 26 mai à 10 h 30, un des appareils d'un escadron de Consolidated PBY Catalinas basé en Irlande du Nord envoyé en patrouille localisa le Bismarck à 1 280 kilomètres à l'ouest de Brest. Étant donné sa vitesse, le cuirassé rejoindrait la protection des avions et des sous-marins allemands en moins d'une journée et aucun des navires britanniques n'était en mesure de le rattraper.
La situation de la Royal Navy était en effet délicate car le Victorious, le Prince of Wales, le Suffolk et le Repulse avaient été obligés de cesser la poursuite en raison du manque de combustible tandis que le King George V et le Rodney étaient trop éloignés. Le seul moyen pour intercepter le Bismarck est d'utiliser les avions du 820 Naval Air Squadron embarqués à bord du porte-avions Ark Royal commandé par l'amiral James Somerville. Ses appareils participaient aux recherches quand le Bismarck fut localisé à 110 kilomètres du porte-avions et Sommerville ordonna immédiatement que les Swordfish soient équipés de torpilles pour une attaque immédiate. Il demanda également au croiseur Sheffield de suivre le Bismarck mais les aviateurs n'en furent pas informés. Le résultat fut que les appareils attaquèrent le croiseur britannique, mais leurs torpilles équipées d'un nouveau détonateur magnétique explosèrent lors de l'impact avec l'eau et le Sheffield en réchappa indemne,.
Après le retour des Swordfish, une seconde vague de quinze appareils, équipés de torpilles à détonateurs à contact plus fiables, fut lancée à 19 h 10 et l'attaque commença à 20 h 47. Durant l'approche des appareils britanniques, le Bismarck ouvrit le feu sur le Sheffield qui s'éloigna rapidement sous la protection d'un écran de fumée. Dissimulés par la couverture nuageuse, les Swordfish surprirent le cuirassé allemand qui vira brusquement. Une torpille l'atteignit sous la ceinture blindée sur bâbord au milieu du navire. Les effets de l'explosion furent contenus par le blindage, mais elle causa quelques dégâts structurels et une légère voie d'eau. Une seconde torpille frappa le côté bâbord de la poupe du Bismarck. L'axe du gouvernail bâbord fut gravement endommagé et bloqué à un angle de 12° tandis que l'explosion causa d'importants dommages. Les tentatives de réparation échouèrent et Lütjens rejeta l'idée de débloquer la barre à l'aide d'explosifs car cela risquait d'endommager les hélices,.

Trajectoire du Bismarck et des navires britanniques lancés à sa poursuite.

Le gouvernail bâbord étant bloqué, le Bismarck décrivit un large cercle qui l'éloigna de Brest et le rapprocha de la flottille des cuirassés King George V et Rodney et des croiseurs Dorsetshire et Norfolk. À 21 h 40 le 26 mai, Lütjens rapporta à son état-major : « Navire incontrôlable. Nous combattrons jusqu'au dernier obus. Longue vie au Führer ». Le moral de l'équipage, au plus haut après la destruction du Hood, s'effondra et les messages du quartier général, destinés à encourager les marins, ne firent que souligner la situation désespérée du cuirassé. Alors que la nuit tombait, le Bismarck tira brièvement sur le Sheffield qui s'éloigna rapidement et dans l'obscurité perdit de vue le navire allemand. À la tête de cinq destroyers détournés de l'escorte du convoi WS 8 B, le commandant Philip Vian du Cossack reçut l'ordre de maintenir le contact avec le Bismarck durant la nuit.
La flottille britannique retrouve le Bismarck à 22 h 38. Ce dernier lui tira immédiatement dessus avec son artillerie principale. Tout au long de la nuit et jusqu'à l'aube, les destroyers de Vian harcelèrent le cuirassé allemand avec des fusées éclairantes et des dizaines de torpilles mais aucune ne toucha sa cible.
Le 27 mai, à 8 h 43, les vigies du King George V repérèrent le Bismarck à environ 23 000 mètres. Quatre minutes plus tard, les coups du Rodney font taire deux tourelles du Bismarck. Le Rodney s'avance alors à 10 000 m et lance ses torpilles mais aucune ne touche. Quatre minutes plus tard, le Rodney ouvrit le feu avec ses deux tourelles triples avant de 16 pouces (406 mm), le plus gros calibre en vigueur dans la Royal Navy, et il fut imité par le King George V et ses six canons de 14 pouces (356 mm) quatre minutes plus tard. Le Bismarck répliqua à 8 h 50 avec ses canons avant et dès la seconde salve, il ajusta le Rodney.
Alors que les navires se rapprochaient, leurs artilleries secondaires entrèrent en action tandis que le Norfolk et le Dorsetshire commencèrent à utiliser leurs canons de 8 pouces (203 mm). À 9 h 2, un obus de 16 pouces du Rodney pulvérisa la superstructure avant du Bismarck, tuant des centaines de marins et endommageant gravement les tourelles avant. Selon les survivants, le tir tua probablement Lindemann, Lütjens et le reste du commandement. Bien qu'atteintes, les tourelles avant tirèrent une dernière salve à 9 h 27 et l'un des obus tomba à quelques mètres de la proue du Rodney, mettant hors service le tube lance-torpilles tribord du cuirassé britannique ; ce fut le meilleur tir des artilleurs allemands durant l'affrontement,. Les tourelles arrière tirèrent trois autres salves avant qu'un obus ne détruise le système de télémétrie. Les canons reçurent l'ordre de tirer indépendamment mais à 9 h 31, les quatre tourelles principales avaient été mises hors service.
À 10 heures, les deux cuirassés de Tovey avaient tiré plus de 700 obus avec leur artillerie principale. Le Bismarck n'était alors plus qu'une épave en feu avec une gîte de 20° sur bâbord et la poupe presque submergée. Le Rodney s'approcha à seulement 2 700 mètres, soit à bout portant pour des canons de 16 pouces, et continua à tirer. Tovey ne pouvait en effet pas cesser le combat avant que les Allemands n'abaissent leurs couleurs ou commencent à abandonner le navire. Le cuirassé britannique tira deux torpilles depuis son tube bâbord et l'une d'elles toucha sa cible. Selon le journaliste Ludovic Kennedy, « il s'agit de la seule fois au cours de l'histoire où un cuirassé en a torpillé un autre ».Le Bismarck finit par être sabordé par son équipage. Lors de cet engagement le Rodney a tiré 375 obus de 406 mm et 716 obus de 152 mm. C'est Frederick Dalrymple-Hamilton qui commande le cuirassé.

### Radoub en Amérique
le 3 juin 1941, le HMS Rodney et le transport de troupes Windsor Castle ont quitté Greenock pour Halifax. Ils étaient escortés par les destroyers HMS Tartar , HMS Punjabi, HMS Eskimo et HMS Icarus. Le HMS Icarus a été détaché le 4. Les autres destroyers le 6. Le 11 juin 1941,Le HMS Rodney et le Windsor Castle arrivent à Halifax. Le HMS Rodney est parti plus tard le même jour pour le Boston Navy Yard où il arrive le jour suivant pour son carénage. Le 20 août 1941, une fois son carénage terminé, il est maintenant dirigé par le capitaine J.W. Rivett-Carnac, le HMS Rodney a quitté le Boston Navy Yard pour Newport, Rhode Island avant de partir pour les Bermudes le 21 août 1941. Il est arrivé aux Bermudes le 24 août 1941.
Le HMS Rodney a quitté les Bermudes le 27 août 1941 alors qu'un éventuel navire de guerre allemand (que l'on pense être un croiseur de classe Hipper) a été signalé dans l'Atlantique Nord, à la position 34°30'N, 51°47'. W, direction 140° à 25 nœuds, par le croiseur marchand armé canadien NCSM Prince David. Le HMS Rodney a reçu l'ordre de se diriger vers la position 25°00'N, 40°00'W pour tenter de l'intercepter. Il retourne aux Bermudes après sa patrouille infructueuse le 4 septembre 1941.
Le HMS Rodney a quitté les Bermudes pour prendre rendez-vous avec le convoi WS 11X le 15 septembre 1941.
Le 21 septembre 1941, il rejoint le convoi de troupes WS 11X de Liverpool à Gibraltar et remplace le Prince of Wales.
Le 24 septembre 1941, il atteint Gibraltar où il retrouve le HMS Nelson .

### La Méditerranée
Le 25 septembre 1941, à partir de Gibraltar commence l'opération Halberd à destination de Malte, son escorte de la force H est organisée en deux groupes:
Groupe 1: HMS Nelson, HMS Ark Royal, HMS Hermione, HMS Cossack, HMS Zulu, HMS Foresight, HMS Forester, HMS Laforey et HMS Lightning.
Groupe 2: HMS Prince of Wales, HMS Rodney, HMS Kenya, HMS Edinburgh, HMS Sheffield, HMS Euryalus, HMS Duncan, HMS Gurkha, HMS Legion, HMS Lance, HMS Lively, HMS Oribi, HrMs Iscaac Sweers, ORP Piorun, ORP Garland, HMS Fury, HMS Farndale, HMS Heytrop et le convoi de cargos.
Le 27 septembre 1941, le Nelson sera endommagé par une torpille lancée par un bombardier italien et le cargo Imperial Star endommagé a été sabordé sans perte de vie pour maintenir la vitesse d'avance du convoi qui est arrivé à Malte le 28 septembre.
Le 1er octobre 1941, le convoi de transport WS.12 de 11 Fairey Albacore et 2 Fairey Swordfish, effectué par le vieux porte-avions HMS Argus escorté des destroyers Cossack, Sikh et Zulu a quitté le Royaume-Uni, dans le cadre de «l'opération Call Boy» , pour Gibraltar, où il est arrivé le 8 octobre. Les avions ont été transférés sur le porte-avions HMS Ark Royal pour être expédiés vers Malte.
Le porte-avions a navigué sous escorte (le cuirassé Rodney, le croiseur léger Hermione, et les destroyers Cossack, Forester, Foresight, Fury, Legion, Sikh et Zulu) pendant deux jours à travers la Méditerranée occidentale et a atteint le point d'envol, à 845 km de Malte, d'où le 828e Squadron of Fleet Air Arm a pu décoller le 18 octobre. Un de deux Swordfish, à destination de Ħal-Far, qui a décollé de l'Ark Royal n'est pas arrivé à destination et est présumé perdu. Ce convoi est rentré à Gibraltar le 19 octobre.
Le 9 novembre 1941, le Rodney revient au Royaume-Uni puis patrouille entre l'Islande et les îles Féroé. Le HMS Rodney fut basé à Hvalfjörður en Islande pour être dans une meilleure position pour intercepter les navires de guerre allemands s'ils tentaient de s'introduire dans l'Atlantique. Il rentre le 22 décembre 1941 à Scapa Flow. Il retourne avec la home Fleet en Islande le 17 janvier 1942 alors que cuirassé allemand Tirpitz se trouverait en mer. Il part à Liverpool le 14 février 1942 pour un radoub.
Le 1er mars 1941, il a terminé le désarmement et le déstockage à Liverpool. Le carénage au chantier naval de Cammell Laird a alors commencé. Il est désamarré le 29 avril 1942 et effectue des exercices jusqu'en juin.Le 5 juin 1942, le Rodney escorte un convoi jusqu'à Freetown. Arrivé le 15 juin 1942, il enchaine sur le convoi WS 19P avec le HMS Nelson entre Freetown (départ le 19 juin 1942) vers Capetown (arrivée le 1er juillet 1942) et Durban (arrivée le 4 juillet 1942). Le 17 juillet 1942 les deux cuirassé revenus à Freetown repartent vers le Royaume-uni. En août 1942, il participe avec le Nelson et le porte-avions Victorious au convoi WS 21S et à l'opération Pedestal. Le convoi WS21S destiné à Malte partit de la Grande-Bretagne le 3 août 1942, escorté par le Victorious, le HMS Nelson et les croiseurs Nigeria, Kenya et Manchester.
Pedestal débuta le 10 août 1942 et impliquait un grand nombre de navires répartis en plusieurs groupes coordonnés de la Force Z:
- Cuirassés : HMS Nelson (navire amiral) et HMS Rodney.
- Porte-avions : HMS Victorious, HMS Indomitable, HMS Eagle et HMS Furious (pour l'opération Bellows, le lancement de chasseurs Hawker Hurricane pour Malte. Le HMS Furious ne transportait que quatre avions Albacore pour les recherches anti-sous-marines).
- Croiseurs légers : HMS Nigeria, HMS Manchester, HMS Cairo, HMS Kenya, HMS Phoebe, HMS Sirius et HMS Charybdis.
- Destroyers : HMS Ashanti, HMS Fury, HMS Foresight, HMS Icarus, HMS Intrepid, HMS Pathfinder, HMS Penn, HMS Laforey, HMS Lightning, HMS Lookout, HMS Eskimo, HMS Somali, HMS Tartar, HMS Quentin, HMS Ithuriel, HMS Antelope, HMS Wishart et HMS Vansittart.
- Destroyer d'escorte : HMS Zetland, HMS Derwent, HMS Bicester, HMS Bramham, HMS Ledbury et HMS Wilton

Le 12 août 1942, le Victorious fut endommagé légèrement par une attaque de bombardiers italiens. L’Eagle fut moins chanceux, touché le 11 août à 13H15 par quatre torpilles du U-73, il a coulé en huit minutes à 70 milles au sud du cap Salinas (en), à Majorque, dans les îles Baléares. Le 12 août à 20 h, le sous-marin italien Axum lance quatre torpilles qui coulent le croiseur HMS Cairo et endommagent le pétrolier SS Ohio ainsi que le croiseur HMS Nigeria. Dans les premières heures du 13 août, après avoir passé le cap Bon, le croiseur Manchester est torpillé par deux vedettes-torpilleurs CRDA 60 italiennes MS 16 et MS 22. Ingouvernable, il est sabordé par des charges explosives pour éviter qu'il ne tombe entre les mains de l'ennemi. Finalement, Pedestal fut un succès. L'approvisionnement, incluant le pétrole, et le renforcement par des Spitfire, permit à Malte de tenir, mais au prix de la perte de neuf navires marchands, d'un porte-avions, de deux croiseurs, et d'un destroyer.
À partir de septembre 1942, il retourne à Scapa Flow. Il sert de cible d'entraînement à des plongeurs de combat. Il joue le rôle du Tirpitz. C'est l'opération Title.
Le 8 novembre 1942, il sert d'appui-feu lors du débarquement allié en Afrique du Nord. Il fait partie du débarquement des forces alliées à Oran dans la Centre Naval Task Force. Le cuirassé HMS Rodney, escorté par le HMS Bulldog, le HMS Boreas et le HMS Beagle, détachés de la Force H de Gibraltar, devait protéger le mouillage des attaques des unités lourdes ennemies. Il devait aussi protéger les porte-avions. Il tire à 16 reprises avec ses canons de 406 mm contre le fort de Santon armé de quatre pièces de 194 mm surplombant la base navale de Mers El-Kébir.
Il fait partie de la force H à Gibraltar. En mai 1943, il retourne au Royaume-uni pour un carénage rapide à Devonport. Il reste ensuite à Scapa Flow puis retourne à Gibraltar le 26 juin 1943.

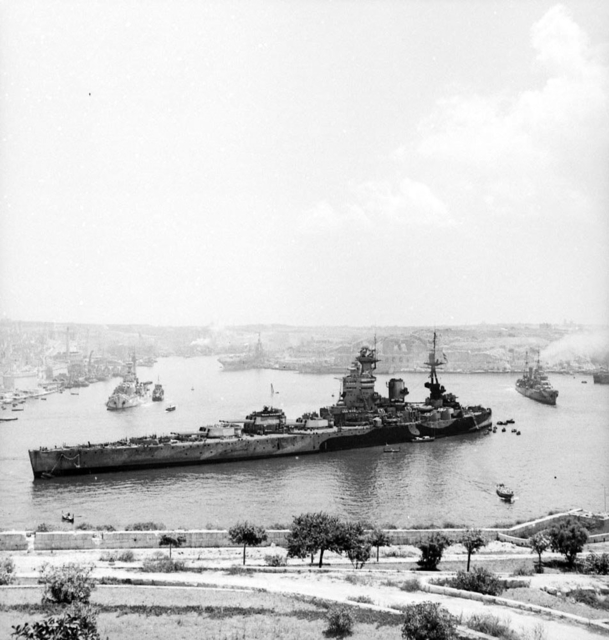
HMS Rodney dans le port de La Valette à Malte en 1943.

Le 6 juillet 1943, le Rodney quitte Alger pour tenir son rôle dans l'« opération Husky», le débarquement allié en Sicile. La « Force H » était la principale force de couverture de l'opération et était divisée en trois « divisions ». Il fait partie de la 1st Division qui devait se diriger vers une position au sud de Malte pour être en mesure d'intervenir au cas où la flotte italienne sortirait pour attaquer les forces de débarquement.

Le 15 juillet la 1st Division a quitté Malte pour effectuer une patrouille au large de la Sicile afin de couvrir les navires participant aux débarquements. Puis retourne à Malte jusqu'au 27 août.
Il bombarde avec la 1st Division les fortifications de la Calabre adjacente au détroit de Messine pendant l'opération Hammer dans la matinée du 31 août, après quoi ils sont rentrés à Malte en début de soirée. Il participe brièvement à l'opération Avalanche le 7 septembre 1943, la « 1ère Division » et la « 2e Division » de la « Force H », quittèrent Malte pour la mer Tyrrhénienne. Ils devaient assurer la couverture du débarquement à Salerne. Le Rodney et le Nelson font une escale à Augusta le 15 et le 26 septembre puis retournent à Alger le 28 octobre et au Royaume-uni le 5 novembre.
Le 8 février 1944, le HMS Rodney est amarré au quai n°1 à Rosyth pour être pris en charge pour les réparations nécessaires pour le rendre apte au service. Seul le minimum de travail devait être effectué pour le rendre apte au service. Le HMS Rodney était en mauvais état et n'avait pas subi de rénovation majeure depuis de nombreuses années. Comme il était requis pour les bombardements en vue du prochain débarquement en Normandie, il n'y eut pas le temps de le prendre en main pendant longtemps. De plus, il n'était pas considéré comme une priorité élevée de procéder à une rénovation majeure du navire en raison de la congestion dans les chantiers navals britanniques. Le HMS Rodney est désamarré le 28 mars 1944.

### Le débarquement

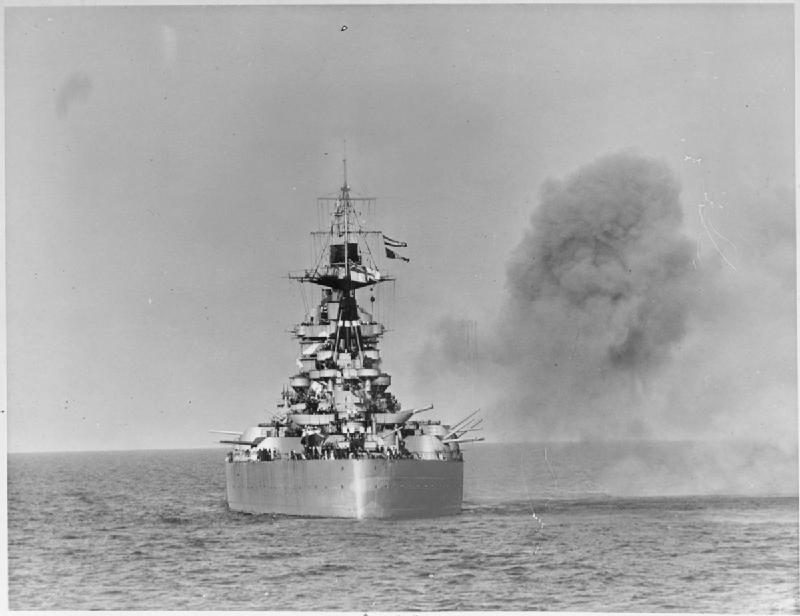
Le HMS Rodney tirant sur des positions allemandes aux environs de Caen, 7 juin 1944

Début 1944, le Rodney rentre en réparations. Le navire quitta Scapa le 16 janvier 1944 pour commencer les réparations à Rosyth, les efforts de réparation étant concentrés sur la remise en état de navigabilité. Ils furent achevés le 28 mars et le Rodney retourna à Scapa Flow, où il arriva le 1er avril. Le navire a passé la majeure partie des mois suivants à effectuer un entraînement au tir, principalement des bombardements côtiers, mais aussi des tirs anti-aériens et à s'entraîner à se défendre contre les attaques des E-boats.
Le 25 mai 1944, l'équipage est mis au courant de sa participation à l'opération Neptune. Le navire a reçu l'ordre d'avancer pour soutenir les opérations au large de Sword Beach cette nuit-là et a accidentellement percuté et coulé le LCT 427, tuant ses 13 membres d'équipage, dans l'obscurité et les eaux encombrées au large de l'île de Wight.
Bien qu'il soit initialement en réserve pour le débarquement de Normandie, le 6 juin 1944, il tire sur les batteries côtières du Havre vers 4 h 0 puis se dirige vers la plage de Gold afin d'appuyer les troupes d'assaut. Peu de temps après, un autre LCT a percuté le Rodney, déchirant un 9 ft-long (2,7 m) trou dans les plaques de coque et froissant la proue de la péniche de débarquement. Après avoir atteint la position qui lui était assignée, le navire engagea des cibles au nord de Caen, appartenant peut-être à la 12e division SS Hitlerjugend qui attaquait les troupes britanniques et canadiennes à proximité. Au cours de sa journée de tir, « Rodney » a dépensé 99 obus de 406 mm et 132 obus de 152 mm. Le soir du 6 juin, il se place en face de la plage de Juno afin de protéger les transports des éventuelles attaques allemandes.
De retour à Sword Beach le 8 juin, il bombarde les troupes et les véhicules allemands près de Caen. Le lendemain matin, il tire sur des canons de défense côtière sur la Batterie d'Houlgate et Benerville-sur-Mer. Après un raid aérien inefficace sur les navires au large de Sword Beach cet après-midi-là, le « Rodney » s'est retiré pour reconstituer ses munitions à Milford Haven
Le navire est resté en réserve jusqu'au 18 juin, date à laquelle son sister-ship HMS Nelson a heurté une mine et a dû se retirer. Une violente tempête a éclaté le lendemain et a provoqué l'arrêt de toutes les opérations. Un LCT s'est abrité dans le côté sous le vent du cuirassé pendant toute la durée de la tempête et un chalutier est entré en collision avec Rodney le 21 juin mais n'a pas été sérieusement endommagé. Dans la nuit du 23 au 24 juin, le navire fut attaqué à deux reprises par des bombardiers Junkers Ju 88 ; ses artilleurs réclament la destruction d'un avion. Tirant pour la première fois depuis son retour, les canons du Rodney ont commencé à bombarder des cibles lors de l'opération Epsom, qui a débuté le 26 Ce qui comprenait une opération sporadique de 30 heures tirant des obus à 35 km à l'intérieur des terres, pour empêcher une Panzerdivision de traverser un pont.
Le navire a également fourni un appui-feu lors de l'Opération Windsor, un assaut canadien partiellement réussi sur Carpiquet et son aérodrome à l'ouest de Caen du 4 au 5 juillet.

Caen détruit lors de l'opération Charnwood du 7 au 9 juillet 1944.

En juillet 1944, il sert encore d'appui feu lors de l'opération Charnwood, un assaut frontal sur Caen proprement dit, un des obus de 406 touche même la flèche du clocher de l'église Saint-Pierre de Caen et l'abat dans la nuit du 8 au 9 juillet. Il quitte la zone des combats le 15 juillet 1944. Certaines des cibles engagées se trouvaient normalement au-delà de la portée maximale des canons de Rodney, mais le pétrole fut pompé d'un côté pour donner au navire une gîte temporaire qui agissait pour augmenter l'élévation et la portée des canons. Après la fin de Charnwood, le navire a été retiré alors que les forces alliées s'enfonçaient plus profondément en France.
L'artillerie Blücher à longue portée (24 km) de l'île d'Aurigny occupée par les Allemands perturbait les opérations alliées au large du coin nord-ouest de la Péninsule du Cotentin après le débarquement en Normandie. Le Rodney fut chargé d'éliminer le problème et bombarda l'artillerie de l'île le 12 août, prenant position de l'autre côté du Cap de la Hague pour éviter le retour de feu. Il a tiré 75 obus de 406 mm sur la position d'artillerie, estimant que trois des quatre canons avaient été endommagés. L'analyse d'après-guerre a montré que bien que 40 obus soient tombés à moins de 200 mètres du centre de la batterie, un seul canon avait en réalité été endommagé et il était de nouveau en service en novembre.
Il aura tiré 519 obus de 406 mm, 454 obus de 152 mm et plus de 1 200 obus de 120 mm pendant le débarquement.

### La fin de la guerre
Le Rodney escorte ensuite le convoi arctique JW 60 vers la Péninsule de Kola puis le convoi arctique retour RA 60.
Les sous-marins allemands purent couler deux navires du convoi contre la perte de l'un des leurs et le navire arriva à Scapa Flow le 5 octobre.
Le navire devient le 11 Octobre 1944 le navire amiral de la Home Fleet lorsque l'amiral Sir Henry Ruthven Moore a hissé son drapeau à son bord. Pendant toute l'année 1945, il ne participe à aucune activité de guerre et reste au mouillage faisant uniquement des exercices entre Scapa Flow et Rosyth. Durant la guerre, il aura parcouru 156 000 nautiques soit 289 000 km.
L'ennui fut soulagé par une visite du roi George VI, de la reine Elizabeth et de leurs filles, Elizabeth et Margaret, en fin septembre 1945. Le navire fit route vers le sud à la mi-novembre, à destination de Portsmouth où Moore transférera son pavillon au Nelson. Il est arrivé à Rosyth le 2 décembre où il a été amarré à la cale sèche n°3 du 8 décembre 1945 au 1er mars 1948 ; pendant ce temps, l'état de « Rodney »  a été examiné et ses fuites ont été colmatées.

## La démolition
Le Rodney est rayé des listes en août 1946, il a été transféré à la British Iron & Steel Corporation pour être éliminé et le navire a été attribué à Thos. W. Ward le 26 mars 1948 vendu pour la ferraille au chantier de démolition d'Inverkeithing